# داغ بيرغمان
داغ بيرغمان (بالسويدية: Dag Bergman)‏ هو دبلوماسي سويدي، ولد في 23 أكتوبر 1914 في Uppsala Cathedral Assembly ‏ في السويد، وتوفي في 10 ديسمبر 1984 في أثينا في اليونان.